# Avenues
Avenues um subúrbio misto de Harare, capital do Zimbábue. É em sua grande parte constituído de blocos de apartamentos, de negócios e de missões diplomáticas. O subúrbio é apresentado sob a forma de uma grade retangular, ao norte do distrito financeiro.